# Anacroneuria holzenthali
Anacroneuria holzenthali és una espècie d'insecte plecòpter pertanyent a la família dels pèrlids.

## Descripció
- Els adults presenten el cap i el pronot foscos i les membranes alars marrons amb la nervadura igualment marró.
- La nimfa no ha estat encara descrita.[5]

## Hàbitat
En el seu estadi immadur és aquàtic i viu a l'aigua dolça, mentre que com a adult és terrestre i volador.

## Distribució geogràfica
Es troba a Centreamèrica: Costa Rica, Nicaragua i Panamà.